# Argylle: A szuperkém
Az Argylle: A szuperkém (eredeti cím: Argylle) 2024-es amerikai–brit akció–filmvígjáték, amelyet Matthew Vaughn rendezett. A főbb szerepekben Henry Cavill, Bryce Dallas Howard, Sam Rockwell, Bryan Cranston és Catherine O’Hara látható.
Amerikában 2024. február 2-án, míg Magyarországon 2024. február 1-én mutatták be a mozikban.

## Cselekmény
Elly Conway, az introvertált kémregényíró most fejezte be ötödik könyvét Aubrey Argylle-ről, a névadó Argylle-sorozat címszereplőjéről. Egy vonatút során, amelyen a szüleit, Ruthot és Barryt akarja meglátogatni, Ellyt egy valódi kém, Aidan Wylde menti meg egy rajtaütéstől, aki elmagyarázza neki, hogy egy fondorlatos szervezet, a Divízió azért vette célba, mert a regényei látszólag megjósolják a jövőjüket. Aidan Ellyvel együtt Angliába utazik, abban a reményben, hogy a következő fejezetéből kiderül, hogyan lehet megállítani a Divíziót.
Londonban a duó egy "mesterkulcs" után kutat, amely segíthet leleplezni a Divíziót, amelyre Elly is utalt a regényeiben. Mivel gyanítja, hogy Aidan őt is meg akarja ölni, Elly a szüleit hívja segítségül. Amikor megérkeznek, Aidan elárulja, hogy a Divízió ügynökei, és arra kényszeríti őt és Ellyt, hogy elhárítsák őket, mielőtt elmenekülnek. A Franciaországba menekülő Aidan és a CIA korábbi igazgatóhelyettese, Alfie Solomon felfedi, hogy Argylle nem teljesen kitaláció: Elly valójában Rachel Kylle ügynök ("Argylle" látszólag az "R. Kylle" szóból származik), akit a Divízió öt évvel ezelőtt foglyul ejtett és agymosott, és elhitette vele, hogy Dr. Madeline Vogeler (Ruth) és Ritter igazgató (Barry) az igazi szülei; elfojtott emlékeit a regényekbe foglalta, Aidan és Alfie pedig az egyik szereplője, illetve a macskája. A legutóbbi Argylle-regényben Elly már épp felfedte volna a mesterkulcs hollétét, mielőtt lelepleződött volna.
Aidan és Rachel Arábiába utazik, ahol megszerzik a mesterkulcsot, de hamarosan sarokba szorítja őket a Divízió, kiütik őket, és egy hajón a Divízió óceáni bázisára viszik őket. Ritter, a Divízió igazgatója felfedi, hogy Rachel valójában kettős ügynök és az egyik leghűségesebb emberük, ami után felajánlja, hogy kihallgatja Aidant, majd lelövi. Megkeresi nekik Alfie-t is, de elárulja, hogy valójában ő küldte neki a mesterkulcsot, elárulva ezzel a Divíziót. Ritter leállítja az adást, ő és a túlélő Aidan pedig átverekedik magukat a hajón, végül megölik, miután Rachel macskája kikaparja a szemét. Ruth egy mentális kiváltó kóddal Aidan ellen fordítja "lányát", mígnem Keira, egy volt CIA-ügynök, akiről azt hitték, hogy egy Rachellel közös küldetésen halt meg, megöli. Ezután Alfie végül megkapja az üzenetet, és Aidan felrobbantja a Divízió óceánjárójának főhadiszállását.
Rachel, visszatérve írói személyiségéhez, kiadja az Argylle-sorozat utolsó regényét, ahol egy felolvasáson az igazi Argylle felfedi magát, a lány megdöbbenésére és zavarára. A stáblista közepén játszódó jelenetben kiderül, hogy a fiatal Argylle a Kingsman ügynöke, és az első regény az ő életén alapul.

## Szereplők
| Szerep            | Színész                    | Magyar hang        |
| ----------------- | -------------------------- | ------------------ |
| Elly Conway       | Bryce Dallas Howard        | Bartsch Kata       |
| Aidan             | Sam Rockwell               | Rajkai Zoltán      |
| Ritter            | Bryan Cranston             | Hirtling István    |
| Ruth, Elly anyja  | Catherine O’Hara           | Básti Juli         |
| Aubrey Argylle    | Henry Cavill               | Welker Gábor       |
| Aubrey Argylle    | Louis Partridge (fiatalon) | L. Nagy Attila     |
| Saba Al-Badr      | Sofia Boutella             | Bogdányi Titanilla |
| LaGrange          | Dua Lipa                   | Mikecz Estilla     |
| Keira             | Ariana DeBose              | Peller Anna        |
| Wyatt             | John Cena                  | Bognár Tamás       |
| Alfred Solomon    | Samuel L. Jackson          | Barbinek Péter     |
| Powell aligazgató | Rob Delaney                | Makranczi Zalán    |
| Li Na             | Jing Lusi                  | Alberti Zsófi      |
| Fowler igazgató   | Richard E. Grant           | Epres Attila       |
| Pultos            | Ben Daniels                | Fillár István      |

### Magyar változat
- Magyar szöveg: Speier Dávid
- Felvevő hangmérnök: Farkas László
- Vágó: Simkóné Varga Erzsébet
- Gyártásvezető: Cabello-Colini Borbála
- Szinkronrendező: Nikodém Zsigmond
- Produkciós vezető: Hagen Péter

A szinkront a Mafilm Audio Kft. készítette el.

## A film készítése
Az filmet 2021 júniusában jelentették be, amelynek rendezője és társproducere Matthew Vaughn lett. A következő hónapokban jelentették be a szereplőgárdát. A filmben Dua Lipa is szerepet kapott, aki a zenét szolgáltatja a címadó dalhoz és a filmzenéhez.
2021 augusztusában az Apple TV+ 200 millió dollárért megvásárolta a film jogait. 2021-ben Vaughn elmondta, hogy a koronavírus-járvány miatt volt ideje dolgozni a filmen.

### Forgatás
A forgatás 2021 augusztusában kezdődött Londonban, és Európa különböző helyszínein zajlott. A forgatáshoz Greenfordban, Park Royalban és Bovingdonban lévő stúdiókat használtak. A háttérfelvételeket Görögországban és az Amerikai Egyesült Államokban forgatták.